# Пять хитов
«Пять хитов» — мини-альбом российского поп-певца Димы Билана, выпущенный 14 апреля 2023 года.

## Список композиций
| №                   | Название                                   | Автор(ы)                                                           | Длительность |
| ------------------- | ------------------------------------------ | ------------------------------------------------------------------ | ------------ |
| 1.                  | «Ночь-провода»                             | Дмитрий Макаренко                                                  | 3:14         |
| 2.                  | «Остаться с ней»                           | Дарья Кузнецова                                                    | 2:57         |
| 3.                  | «Больше музыки»                            | Денис Ковальский                                                   | 2:31         |
| 4.                  | «Ты не моя пара» (при уч. Мари Краймбрери) | Мари Краймбрери, Андрей Парфенов, Дмитрий Дымов, Никита Гончаренко | 2:42         |
| 5.                  | «Это была любовь» (при уч. Zivert)         | Роман Бокарёв, Михаил Мшенский                                     | 3:31         |
| 6.                  | «Life» (бонус)                             | Юлия Зиверт, Богдан Леонович, Арутюн Тамамян                       | 3:28         |
| Общая длительность: | Общая длительность:                        | Общая длительность:                                                | 18:23        |